# Liste des souverains de Djavakhétie
Pour un article plus général, voir Djavakhétie.
Cette liste reprend les souverains de Djavakhétie.

## Princes de Djavakhétie et de Calarzène

### Chosroïdes dits Gouaramides
- 588-~590 : Gouaram Ier, Prince-Primat d'Ibérie ;
- ~590-627 : Étienne Ier, Prince-Primat d'Ibérie ;
- 627-~693 : Gouaram II, Prince-Primat d'Ibérie ;
- ~693-~748 : Gouaram III le Jeune, Prince-Primat d'Ibérie ;
- ~748-779/80 : Gouaram IV ou Gourgen II ;
- 779/80-786 : Étienne II, Prince-Primat d'Ibérie.

### Bagratides
- 786-807 : Adarnasé Ier ;
- 807-830 : Aschot Ier le Grand, Prince d'Ibérie ;
- 830-881 : Gouaram V ;
- 881-888 : Narsès Ier.

## Sources
- Cyrille Toumanoff, Les dynasties de la Caucasie chrétienne de l'Antiquité jusqu'au XIXe siècle : Tables généalogiques et chronologiques, Rome, 1990, p. 542
- Nodar Assatiani et Alexandre Bendianachvili, Histoire de la Géorgie, Paris, l'Harmattan, 1997, 335 p. [détail des éditions] (ISBN 2-7384-6186-7, présentation en ligne)